# Abadía de la Selva Mayor
La abadía de la Selva Mayor o Gran Selva (en francés: Abbaye de La Sauve-Majeure) es un antiguo monasterio benedictino cercano al pueblo actual de La Sauve en el departamento del Gironda, en una región que una vez fue altamente forestal. A pesar de que ahora está en ruinas, los restos de la abadía mantienen todavía un gran interés en lo referente a la arquitectura románica, especialmente debido al muchos capiteles esculpidos todavía conservados.
La abadía fue objeto de una clasificación al título de monumento histórico de Francia en 1929, ampliada en 2002.
También es, desde 1998, uno de los bienes individuales incluidos en «Caminos de Santiago de Compostela en Francia», inscrito en el Patrimonio de la Humanidad de la Unesco (n.º ref. 868-008).

## Historia
En el sitio conocido como Hauteville, a medio camino entre el Garona y el Dordoña, Geraldo de Corbie fundó la abadía de Gran Selva en 1079, siendo también su primer abad. Su nombre refiere a Silva Maioris, un gran bosque que entonces ocupó la región conocida como de Entre-Deux-Mers ("Entre-dos-mares").

### Inicios prósperos
Contó con el regalo a Gerald del Duque Guillermo VIII de Aquitania. Pero también con el apoyo del papa, Gregorio VII, y un amplio número de generosos benefactores y protectores, incluyendo los reyes de Inglaterra, de Aragón, y de Francia, la abadía prosperó y creció rápidamente. Está situada en la ruta a Santiago de Compostela y sirvió como punto local de salida para peregrinos en la denominada vía turonensis. El abad Gerald fue enterrado allí tras su muerte en 1095 y el papa Celestino III le canonizó en 1197. La iglesia actual fue consagrada en 1231.
La abadía de la Selva Mayor tuvo un estilo de vida monástico regido por la Regla de San Benito, a medio camino entre la tradición de Cluny y de las innovaciones espirituales del Císter, sin llegar a pertenecer a ninguna de ellas.

### Dependencias hispánicas e inglesas
En la Edad Media fue una casa rica y poderosa llegando a poseer 51 prioratos, incluyendo priorato de Burwell, en Inglaterra, donde Eleonor de Aquitania a menudo se quedaba.
En la península ibérica, desde el reinado de Sancho Ramírez, hay constancia de su temprana presencia, en ocasiones de su contribución a las tareas reconquistadoras cristianas. Así en lo que se refiere a Aragón, en la zona norte de la actual provincia de Zaragoza, en la documentación existente se mencionan posesiones en lugares como Los Pintanos, Tiermas, Ruesta, donde fundan el primero de sus prioratos hispanos, Ejea de los Caballeros, donde establecieron el principal priorato de su presencia peninsular, y Pradilla de Ebro; en la provincia de Huesca, en lugares como Monzón; o en la de Teruel, principalmente en Alcalá de la Selva. Otro tanto en el Reino de Valencia.

### ¿Orden militar?
Para autores como Derek W. Lomax, especialista en el estudio de órdenes militares en la península ibérica, esboza que «parece evidente que La Selva actuaba ya como orden militar». Y aunque su presencia en la Corona aragonesa, desde finales del siglo XI y principios del XII, es más que fehaciente, hay documentación que sitúan a los selvenses al servicio del rey castellano Alfonso VIII, otorgando al prior de Ejea, Vidal de Langon, y a su «milicia de freiles» posesiones en el valle del Júcar (Alcalá de Júcar, Las Cuevas de Garandén, Alarcón, Iniesta, etc.).

### Peregrinaje a Compostela
Como se indicaba anteriormente una de las principales rutas jacobeas por territorio francés, la vía turonensis, encontraba en este monasterio un decisivo hito antes de afrontar la travesía por las inhóspitas Landas. Además, entonces, atravesar el Garona tampoco era tarea fácil y Le Tourne era uno de los puntos habitualmente elegidos en esta ruta. Muchas de sus dependencias hispanas, como el priorato de Santiago de Ruesta, también estaban vinculadas a la hospitalidad y espiritualidad jacobea.
En riqueza y poder rivalizó con el centro urbano de Burdeos. Aun así, la riqueza de la abadía atrajo a bandidos, vascos y navarros, que la saqueron muchas veces. Los ciudadanos de La Sauve también se rebelaron a menudo contra los pudientes monjes.

### Declive
La abadía sufrió daños durante los Guerra de los Cien Años (1337 a 1453) entre Francia e Inglaterra, y a pesar de que fue reparada y fortalecida durante el siglo XVI, en este periodo los privilegios y la influencia de la abadía estaban cuestionados y su posición económica amenazada. De este tiempo en adelante se entra en un declive continuo.
La comunidad más tarde se unió a la Congregación de Exentos de Francia y en 1667 se convierten en miembro de la Congregación de San Mauro.
En 1665 una gran tormenta causó daños severos a los techos de la iglesia, los dormitorios y el refectorio, así como al campanario, el cual se colapsó a finales del siglo XVII. En 1759 la estructura de la iglesia fue seriamente debilitada por un terremoto.

## Disolución y postrimerías
Durante la Revolución francesa los bienes de la abadía fueron confiscados y se dispersaron. Los edificios supervivientes fueron utilizados en 1793 como prisión. El techo de iglesia se cayó en 1809, y durante los siguientes cuarenta años los restos fueron utilizados como cantera por el pueblo de La Sauve.
En 1837 el arzobispo compró el lugar y tuvo una universidad jesuita construida allí, la cual fue más tarde convertida en una escuela de formación de profesorado. Pero en 1910 la escuela fue destruida por el fuego y el lugar fue de nuevo abandonado. Entre 1914 y 1918 los edificios restantes se utilizaron como pequeño hospital militar.
En 1960 el lugar fue adquirido por el gobierno francés e hicieron las ruinas estables. El sitio está ahora abierto al público bajo la administración del Centro de los Monumentos Históricos.

## Galería de imágenes

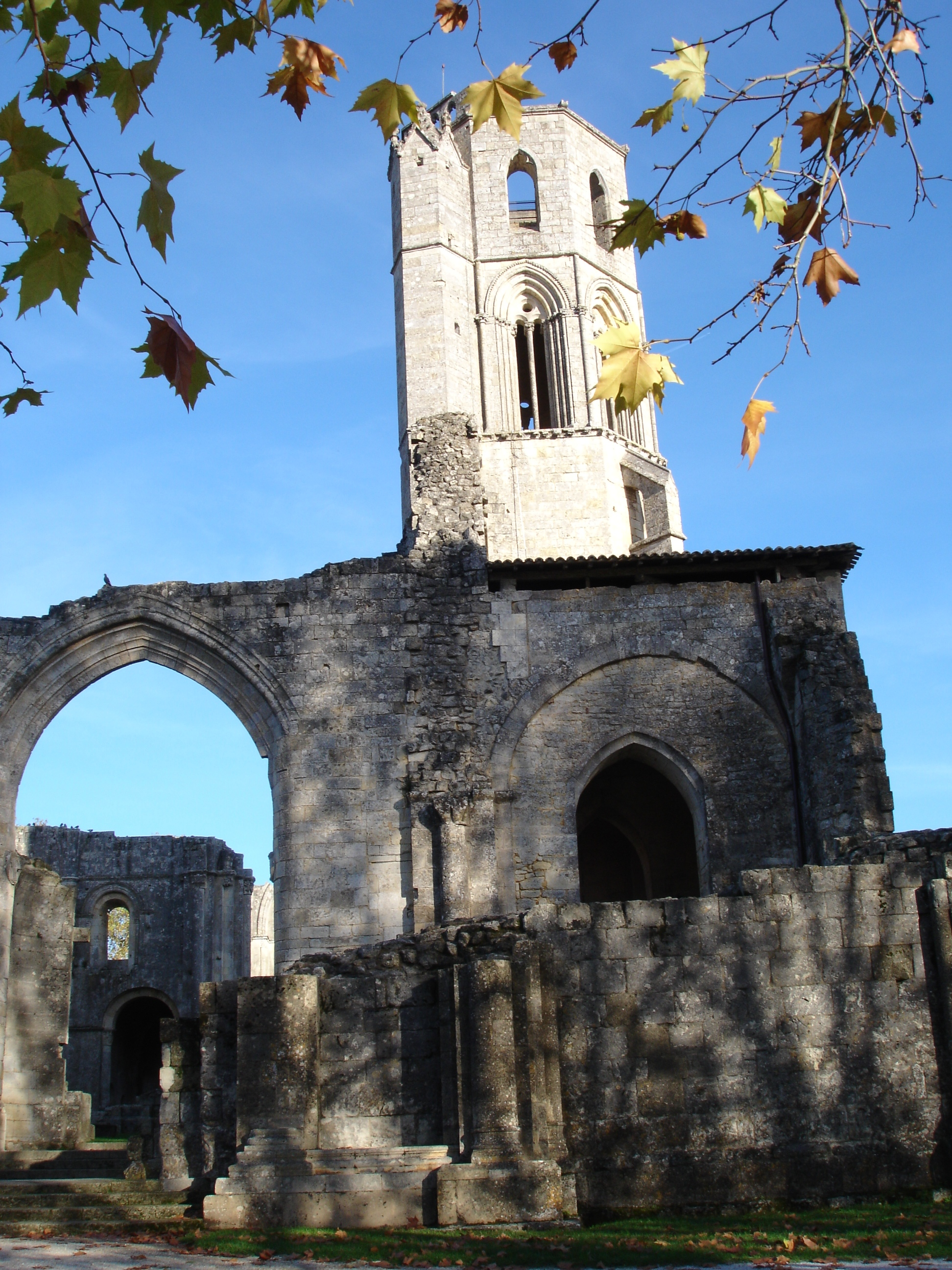
La Abadía en 2005
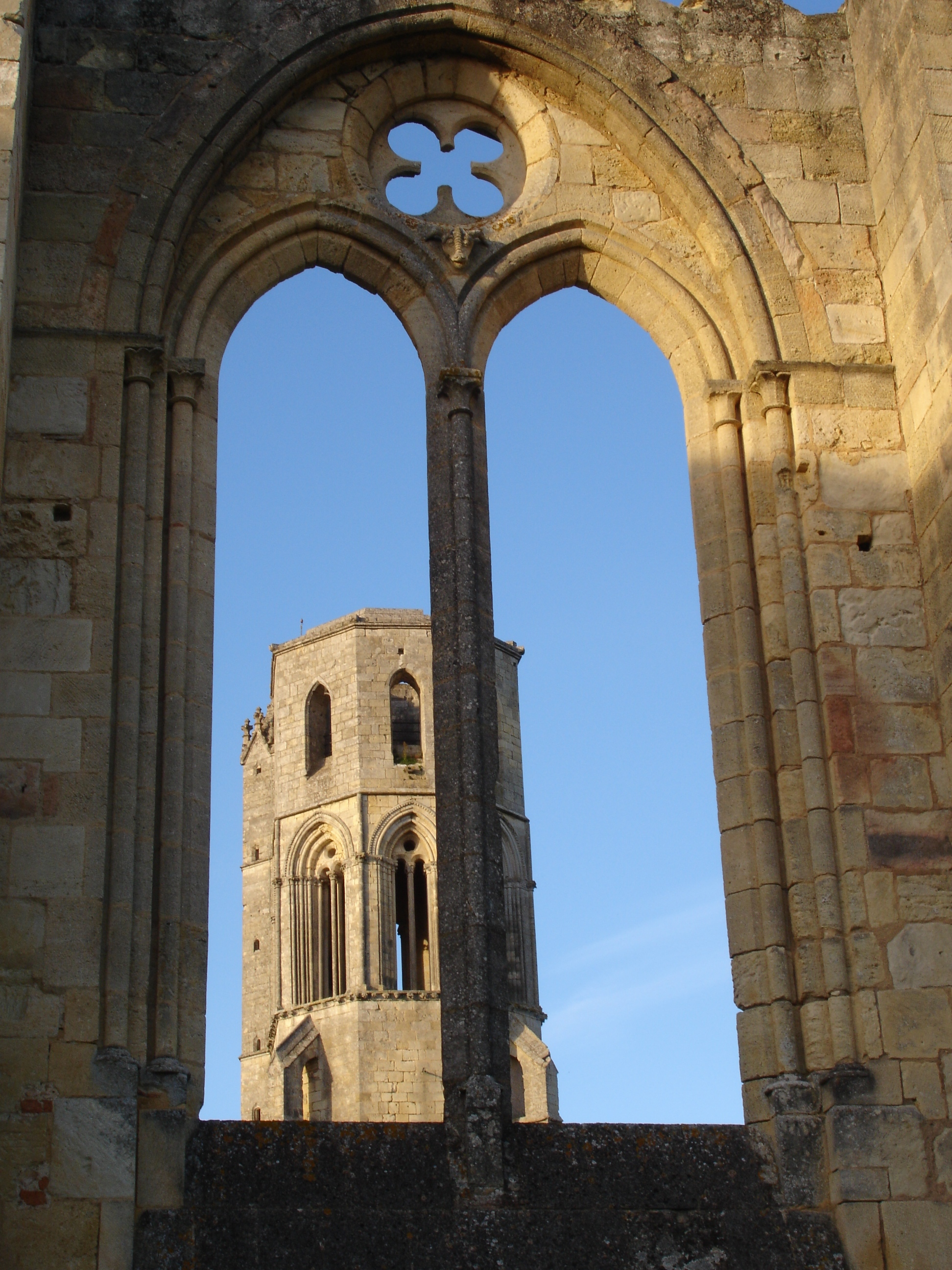
Vista de la torre
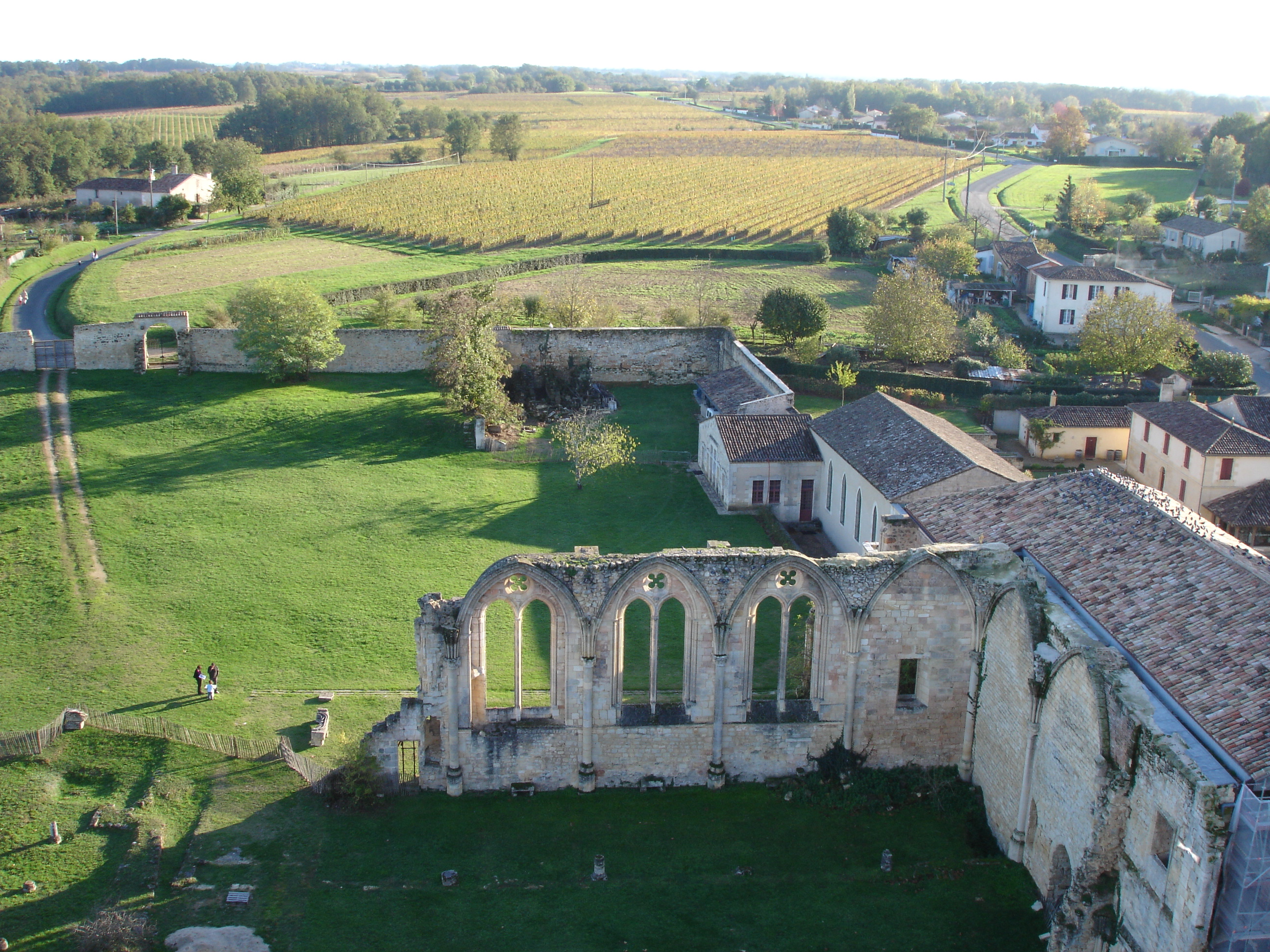
Vista de la torre
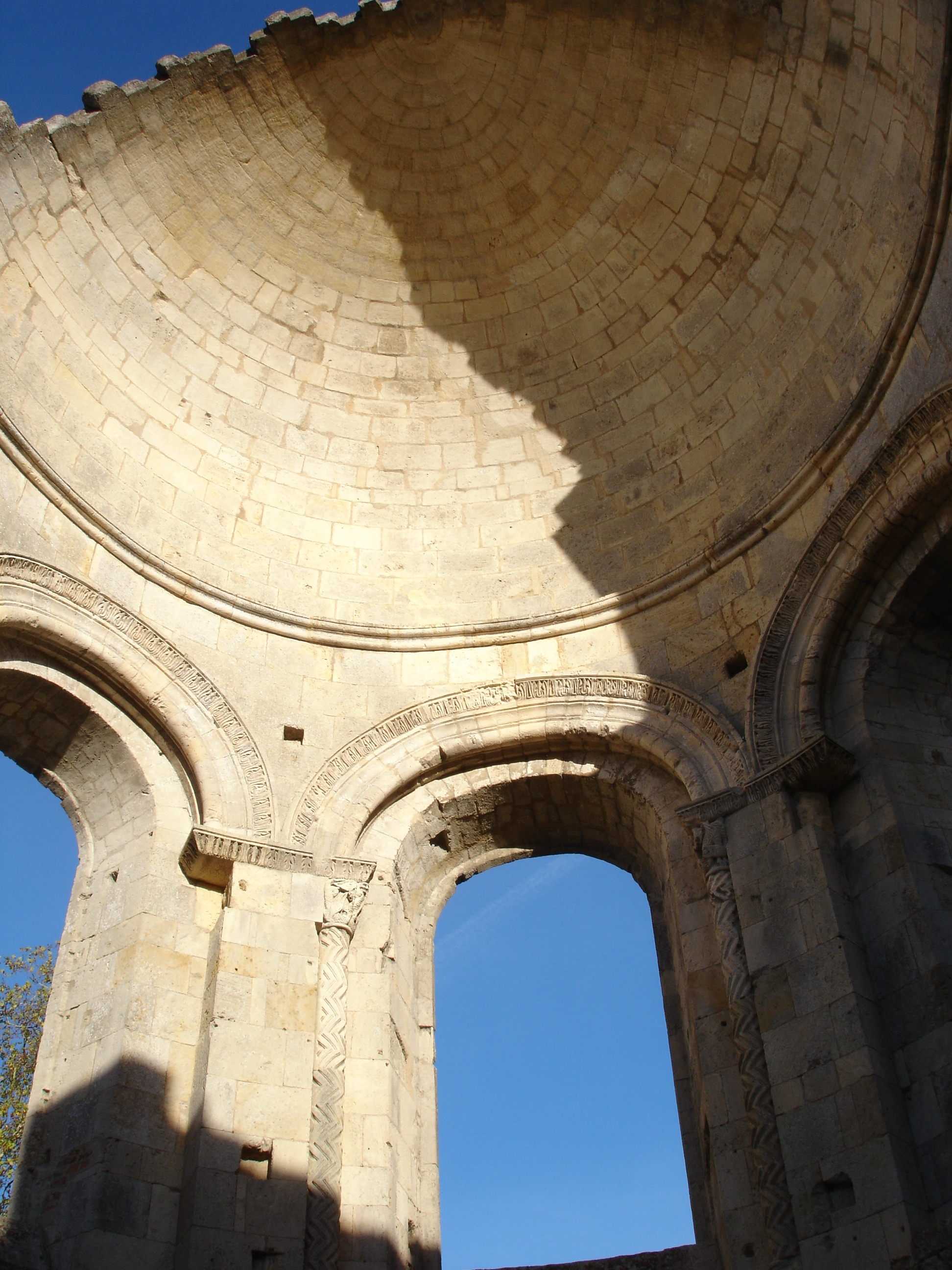
Bóveda de la nave
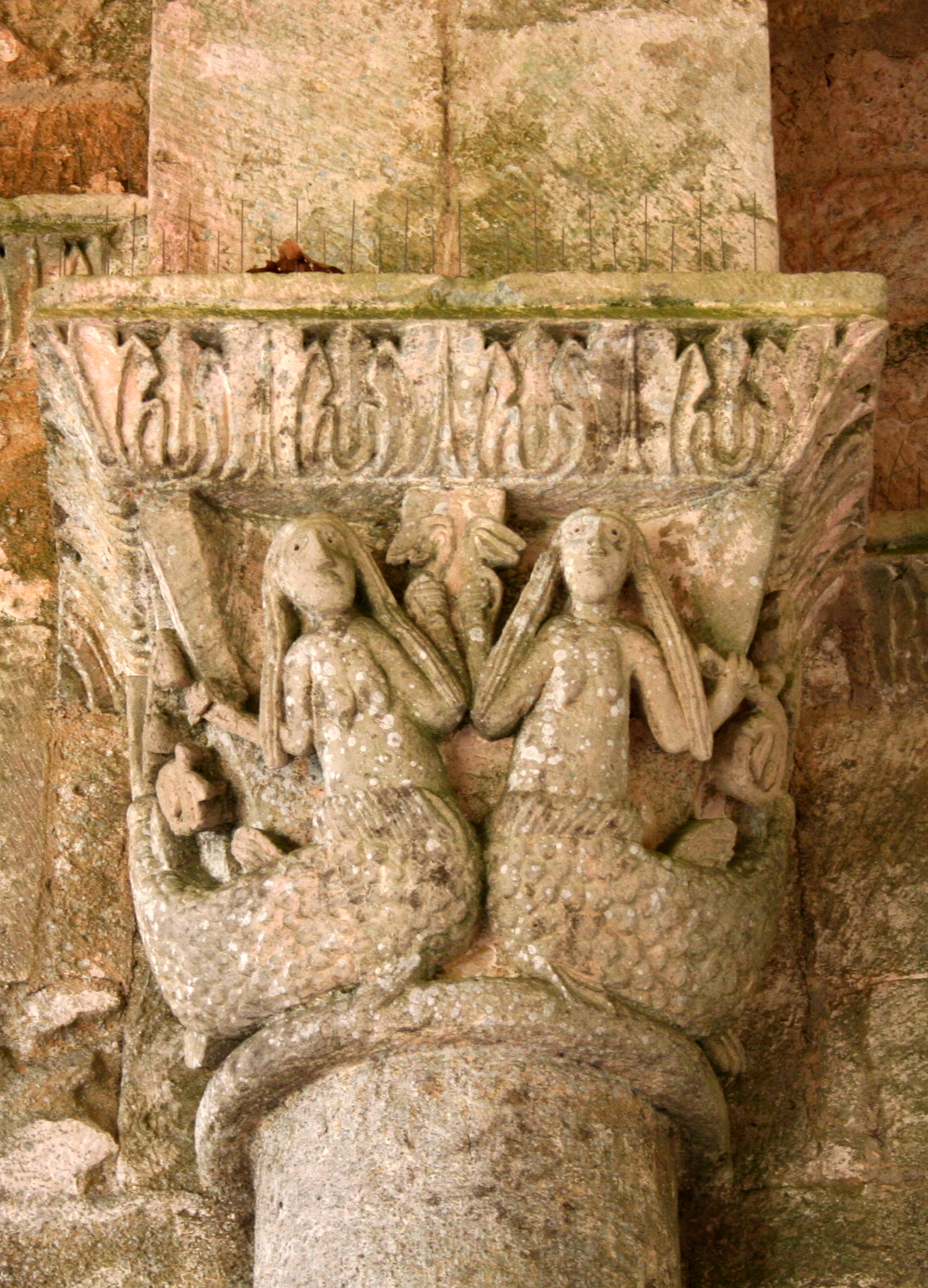
Capitel con Sirenas
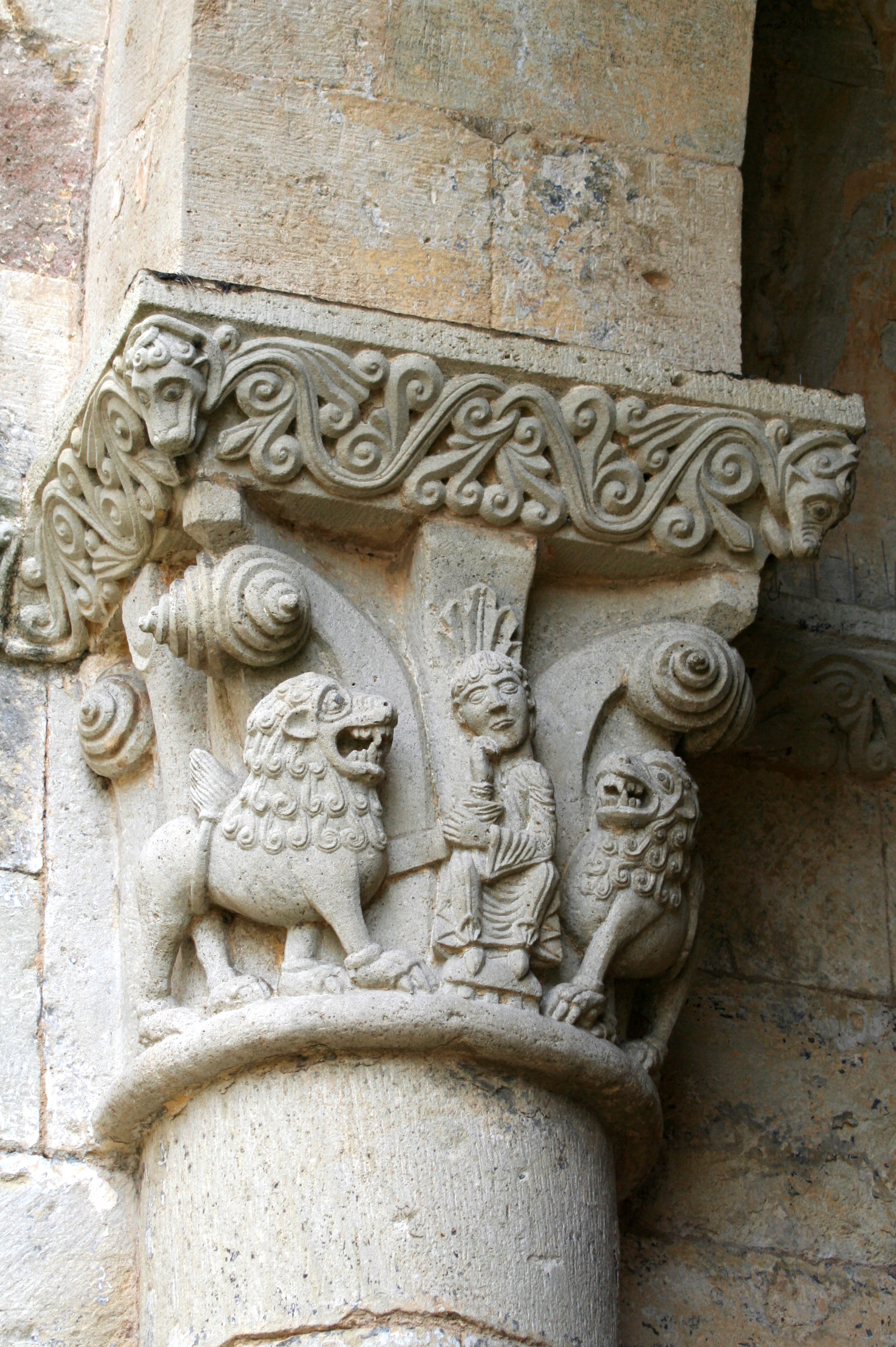
Capitel con Daniel en los Leones
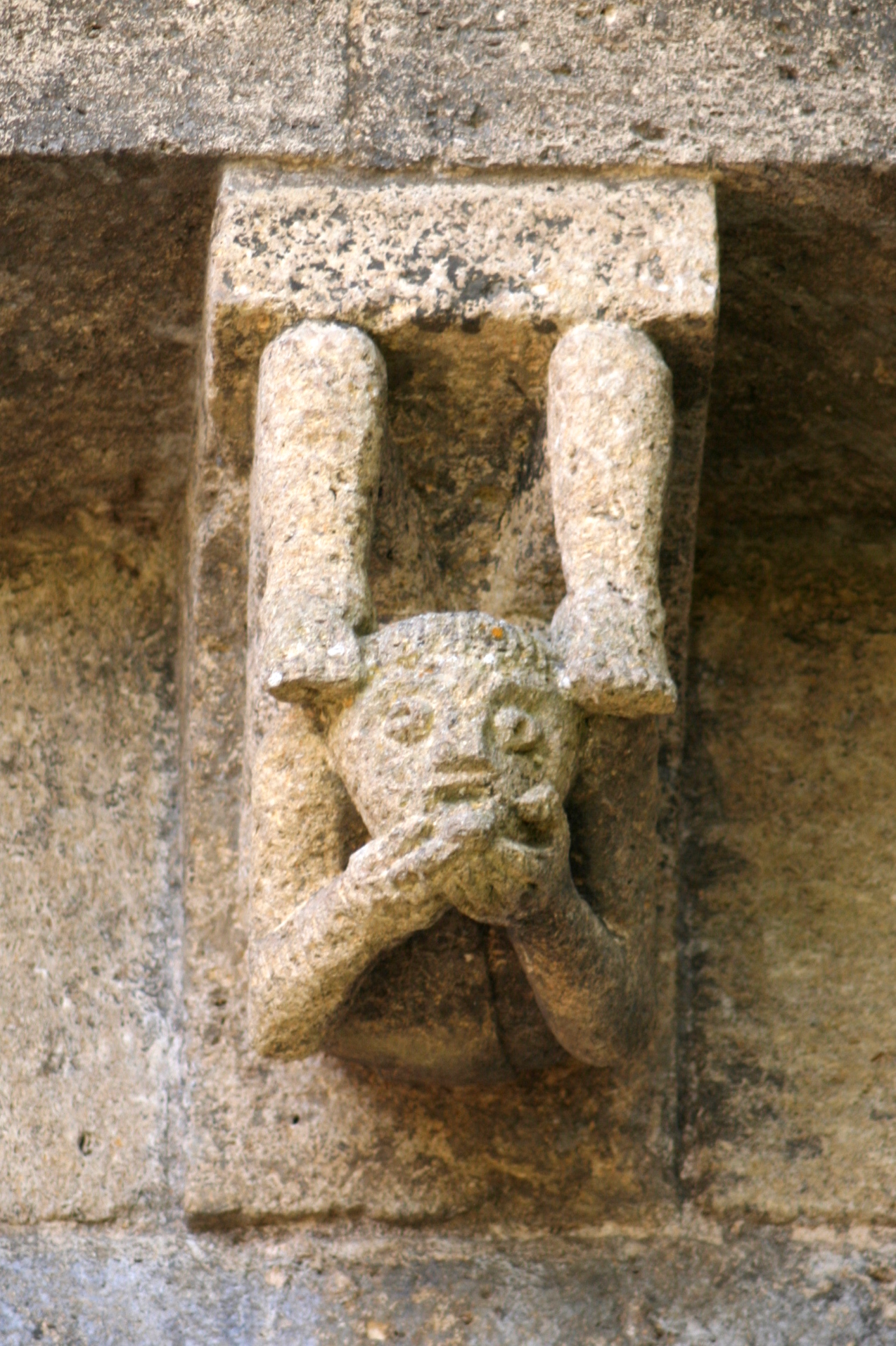
Ménsula de la cabecera, Acróbata
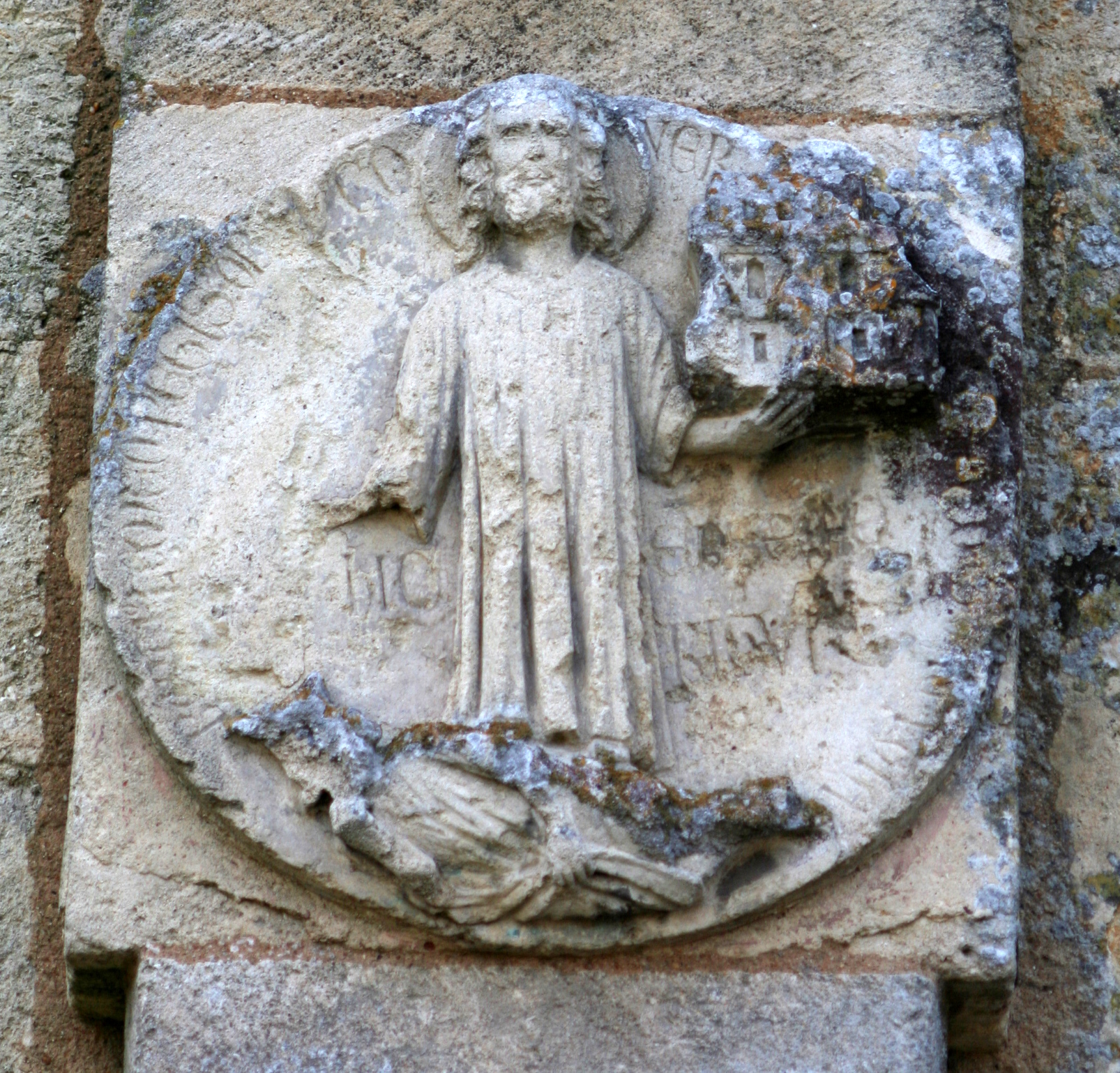
Medallón de consagración, San Bartolomé
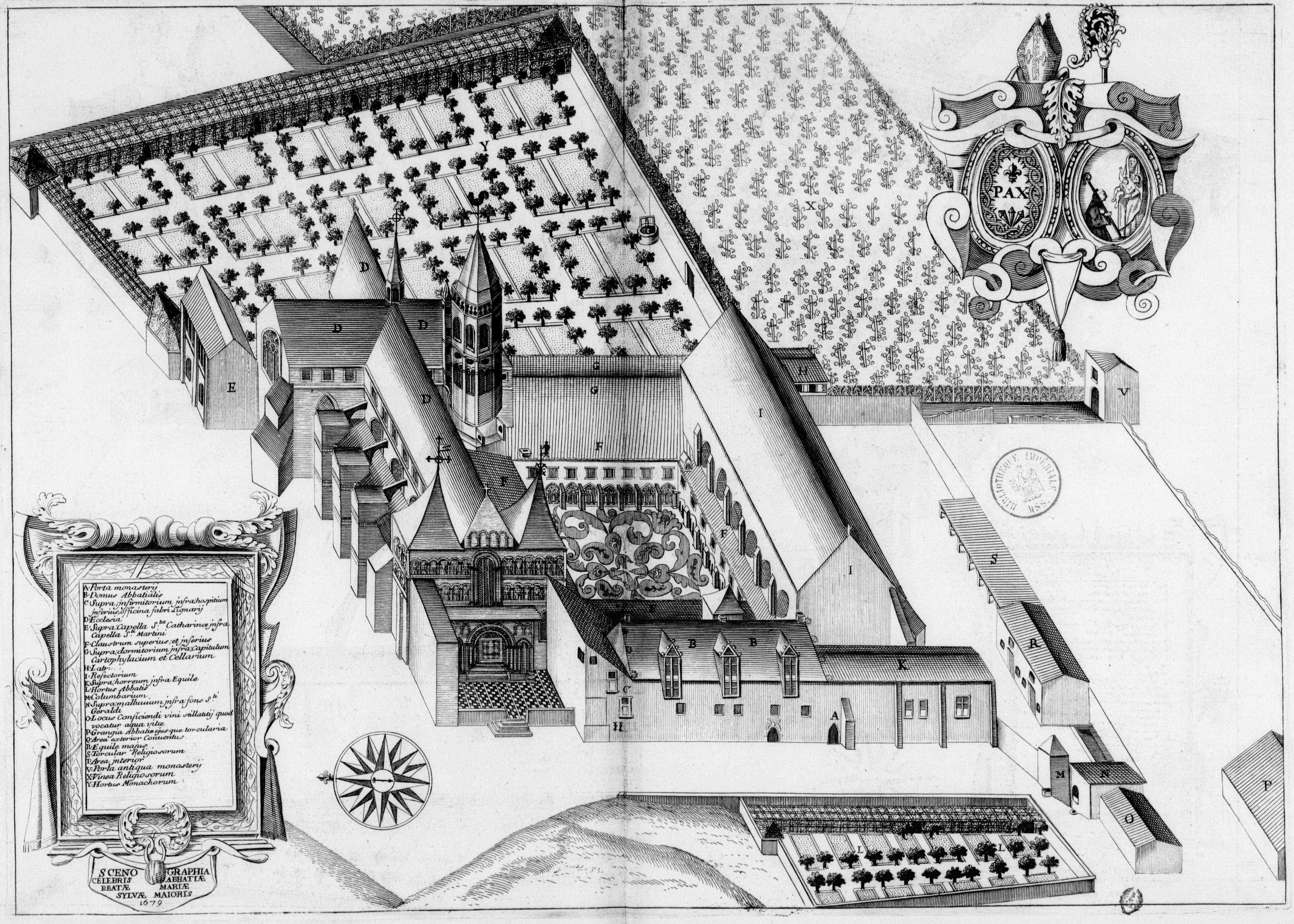
Grabado de la Abadía de la Selva Mayor en Monasticon Gallicanum
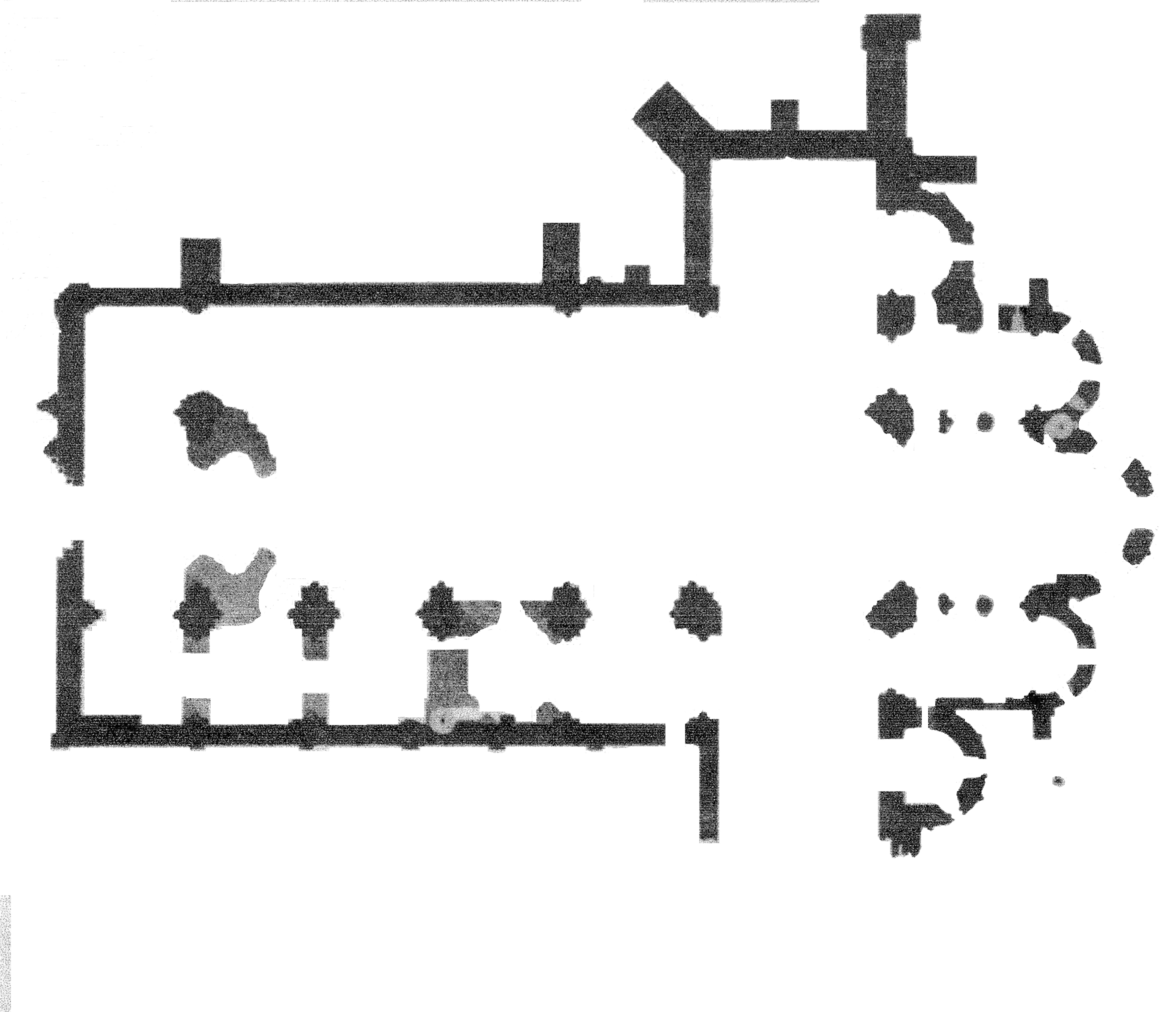
Planta del templo de Jean-Auguste Brutails